# イゴール・ヨビチェビッチ
イゴール・ヨビチェビッチ（クロアチア語: Igor Jovićević、1973年11月30日 - ）は、クロアチア出身の元サッカー選手、サッカー指導者。

## 来歴
クロアチア・ザグレブの下部組織出身で、1991年にレアル・マドリードと契約し、レアル・マドリード・カスティージャでプレーした。しかし1995年に負った大怪我が原因で、満足にプレーすることができなくなり、その後は移籍を繰り返す。1999年には横浜F・マリノスのテスト生として来日し、正式契約を結ぶ。しかし満足なプレーができず、1試合に出場したのみだった。

## 個人成績
| 国内大会個人成績 | 国内大会個人成績 | 国内大会個人成績 | 国内大会個人成績 | 国内大会個人成績 | 国内大会個人成績 | 国内大会個人成績 | 国内大会個人成績 | 国内大会個人成績 | 国内大会個人成績 | 国内大会個人成績 | 国内大会個人成績 |
| 年度             | クラブ           | 背番号           | リーグ           | リーグ戦         | リーグ戦         | リーグ杯         | リーグ杯         | オープン杯       | オープン杯       | 期間通算         | 期間通算         |
| 年度             | クラブ           | 背番号           | リーグ           | 出場             | 得点             | 出場             | 得点             | 出場             | 得点             | 出場             | 得点             |
| 日本             | 日本             | 日本             | 日本             | リーグ戦         | リーグ戦         | リーグ杯         | リーグ杯         | 天皇杯           | 天皇杯           | 期間通算         | 期間通算         |
| ---------------- | ---------------- | ---------------- | ---------------- | ---------------- | ---------------- | ---------------- | ---------------- | ---------------- | ---------------- | ---------------- | ---------------- |
| 1999             | 横浜FM           | 20               | J1               | 1                | 0                | 0                | 0                | 0                | 0                | 1                | 0                |
| 通算             | 日本             | 日本             | J1               | 1                | 0                | 0                | 0                | 0                | 0                | 1                | 0                |
| 総通算           | 総通算           | 総通算           | 総通算           | 1                | 0                | 0                | 0                | 0                | 0                | 1                | 0                |

## 代表歴
- U-18ユーゴスラビア代表
- U-20クロアチア代表

## タイトル

### 指導者時代
ディナモ・ザグレブU-19
- クロアチア・アカデミー・フットボールリーグ：2回（2017-18、2018-19）
- FIFAユースカップ：1回（2018）
- クヴァルネルスカ・リヴィヘラ：1回（2019）

シャフタール・ドネツク
- ウクライナ・プレミアリーグ：1回（2022-23）